# Paul-Hertz-Siedlung

Lage der Paul-Hertz-Siedlung in Berlin

Karte der Paul-Hertz-Siedlung

Die Paul-Hertz-Siedlung ist eine Ortslage im Norden des Berliner Bezirks Charlottenburg-Wilmersdorf mit rund 6000 Einwohnern in rund 3200 Wohnungen. Die Siedlung wurde im November 1962 nach dem ehemaligen Wirtschaftssenator Paul Hertz benannt. Die Straßen erhielten die Namen von Widerstandskämpfern gegen die NS-Gewaltherrschaft.
Die Paul-Hertz-Siedlung ist östlich durch ein Kleingartengelände (Kolonien ‚Zukunft‘, ‚Heimat‘ und ‚Frischer Wind‘), nördlich durch den viel befahrenen Heckerdamm, sowie südlich durch die Stadtautobahn (Goerdelerdamm) und westlich durch die A 111 (Kurt-Schumacher-Damm) strikt von benachbarten Ortsteilen abgegrenzt. Durch diese Barrieren befindet sie sich in einer stadträumlichen Insellage.

## Geschichte
Die Planung der zunächst als Charlottenburg-Nord II bezeichneten Siedlung geht – sieht man von der durch die Kriegswirtschaft verhinderten Planung Bauten nach den Führerplänen ab – in die 1950er Jahre zurück. Der Bezirk Charlottenburg sah sich damals gezwungen, Baulandreserven zur Minderung des dringenden Wohnungsbedarfs (ca. 17.000 Wohnungssuchende) heranzuziehen. In Betracht kam eine Fläche im Norden des Bezirks, die bis dahin von Kleingärtnern und Gewerbe genutzt wurde. Das Melderegister weist für das Gebiet im Jahr 1961 noch 775 Einwohner, überwiegend „Dauernutzer“ in Kleingartenanlagen, aus.
Im Jahr 1959 erwarb die später bauausführende Gemeinnützige Wohnungsbau-Aktiengesellschaft Groß-Berlin (Gewobag) die Grundstücke. Sie führte im August 1959 einen Architektenwettbewerb durch, wobei als Ziel eine Neubebauung für 7000 Bewohner angestrebt wurde. Etwa zur gleichen Zeit wurden bereits in der westlich angrenzenden Wohnbebauung Charlottenburg-Nord zwei Bauabschnitte der Gewobag mit 1400 Wohneinheiten fertiggestellt.
Über das Gebiet der künftigen Siedlung führten zu jener Zeit noch der Alte Tegeler Weg und der Holtzdamm, die nach der Fertigstellung des Westhafenkanals ihre Bedeutung verloren hatten und durch eine neue Straßenführung über den Jakob-Kaiser-Platz ersetzt worden waren. Gleichzeitig waren die Stadtautobahn-Abschnitte Goerdelerdamm, Kurt-Schumacher-Damm und die 930 m weit spannende Rudolf-Wissell-Brücke im Bau.
Der Bau der Siedlung sollte 1961 nach Plänen der Architekten Wils Ebert, Werner Weber und Fritz Gaulke beginnen. Der Widerstand der Kleingärtner und Dauernutzer gegen eine Räumung des Areals führte aber zunächst zu Verzögerungen durch gerichtliche Auseinandersetzungen, in denen die Pächter jedoch unterlagen. Bis 1964 wurden daraufhin in drei Bauabschnitten 2616 Wohnungen im sozialen Wohnungsbau fertiggestellt. Überwiegend befinden diese sich in viergeschossigen Gebäudezeilen, zum kleineren Teil in neun achtgeschossigen „Punkthäusern“. Eine zunächst geplante Bebauung mit bis zu zwölf Geschossen musste zwischenzeitlich, nach dem Einspruch der alliierten Flugsicherheitsbehörde wegen der Nähe zum damaligen Flughafen Tegel, aufgegeben werden.
Die Siedlung wurde 1965 durch fünf zweigeschossige Zeilen mit 70 Seniorenwohnungen auf dem zentralen Nord-Süd-Grünzug ergänzt.

## Bauliches und städtebauliches Konzept
Bei der Planung und Realisierung des Bauvorhabens wurden, zum Teil erstmals in Berlin, neue Konzepte verfolgt:
- Fernwärmeversorgung durch ein eigens errichtetes Heizwerk des Energieversorgungsunternehmens Gasag,
- Verwendung industriell vorgefertigter Bauelemente beim Bau der Hochhäuser,
- Winterbau von 750 Wohneinheiten unter geheizten, wetterfesten Hallen,
- Hausmüllentsorgung durch 23 Müllverbrennungsöfen; zunächst als „wegweisend“ gefeiert („völlig rauchlos“) und mit Bundesmitteln gefördert, wenige Jahre später wegen enormer Emissionen stillgelegt,
- Fernsehverkabelung der Siedlung unter Verwendung von drei zentralen Hochantennen.

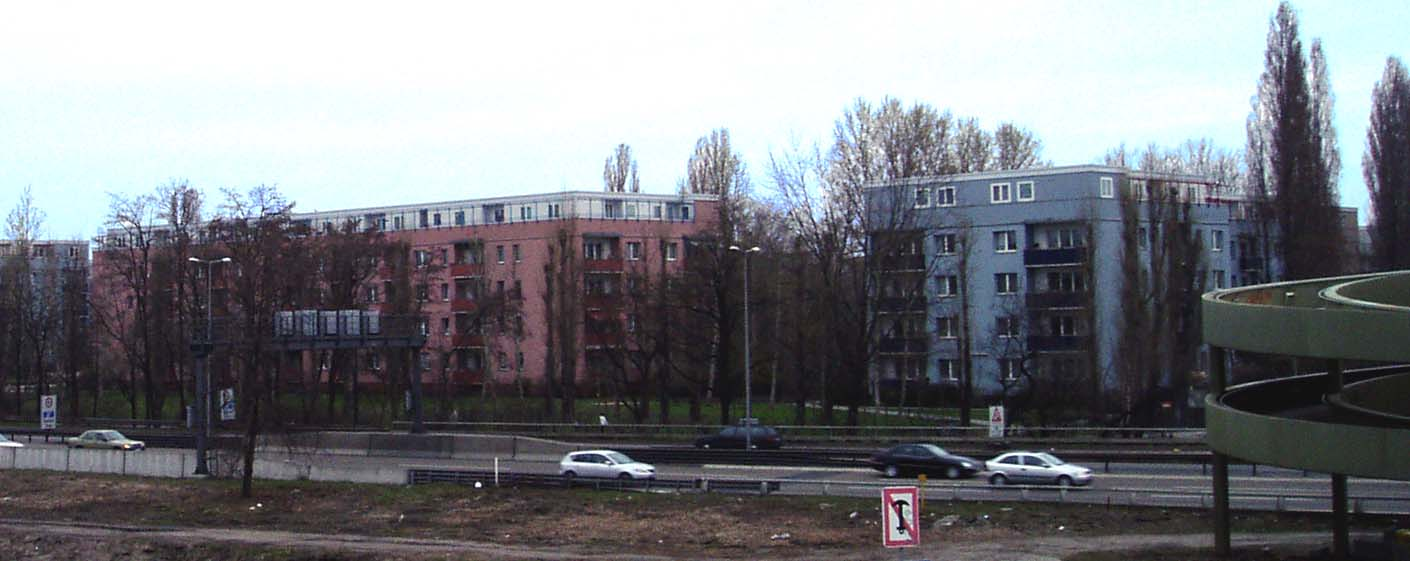
Blick über die A 100 auf die Paul-Hertz-Siedlung

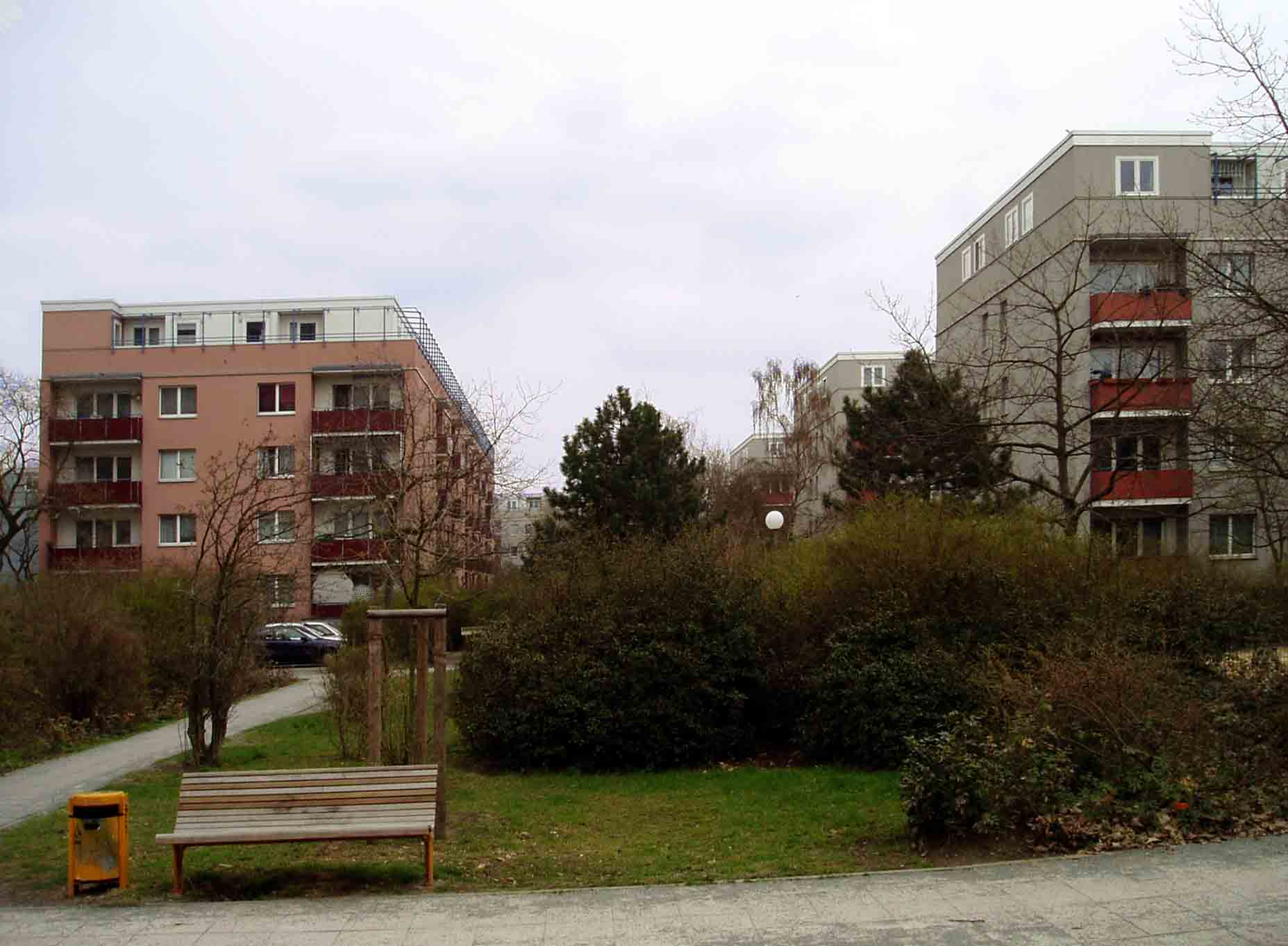
Innenbereich der Paul-Hertz-Siedlung

Das städtebauliche Konzept der Paul-Hertz-Siedlung gilt als beispielhaft für die frühen 1960er Jahre. Typisch sind beispielsweise die offene und durchgrünte Bauweise und die verkehrliche Erschließung der Siedlung durch einen Sammelstraßenring mit radialen Stichstraßen und Wendeanlagen an deren Endpunkten.
Daneben war auch die Schaffung der erforderlichen Wohnfolgeeinrichtungen Gegenstand der städtebaulichen Planung. In deren Rahmen wurden eine Schule, eine Kindertagesstätte und zwei kleinere Einkaufszentren vorgesehen, sowie, ganz im Geist der Zeit, eine Tankstelle am südlichen Siedlungsrand. Wesentliche Bestandteile dieser Infrastruktureinrichtungen wurden jedoch erst 1966, also einige Jahre nach dem vollständigen Bezug der Siedlung, fertiggestellt. Die Schule erhielt bei ihrer Einweihung im März 1966 den Namen Helmuth-James-von-Moltke-Schule nach Helmuth James von Moltke, dem Mitgründer des Kreisauer Kreises.
Sieben Arztpraxen wurden in dafür freigestellte Wohnungen angesiedelt. Den Mietern wurden in Flachbauten zwei Waschmaschinenhäuser zur Verfügung gestellt, diese allerdings später zu einem Nachbarschaftstreff, zu Gästewohnungen und zu einem Kinderclub umgenutzt.
Die Paul-Hertz-Siedlung war bereits bei ihrem Bezug mit mehreren Bus- und Straßenbahn-Linien günstig an die westliche City sowie an Siemensstadt und Spandau angeschlossen. 1980 wurde sie mit dem Bahnhof Jakob-Kaiser-Platz an die Linie U7 der Berliner U-Bahn angebunden.
Im Süden der Siedlung endet ein – vom S- und U-Bahnhof Jungfernheide kommender – „toter Tunnel“, über den ursprünglich der zwei Kilometer entfernte ehemalige Flughafen Tegel an das U-Bahn-Netz angeschlossen werden sollte (siehe hierzu auch den Artikel der U-Bahn-Linie U5). Der zentrale Grünzug der Siedlung musste aus diesem Grund von Baulasten freigehalten werden.

## Jüngere Geschichte – der Streit um die Dachaufbauten

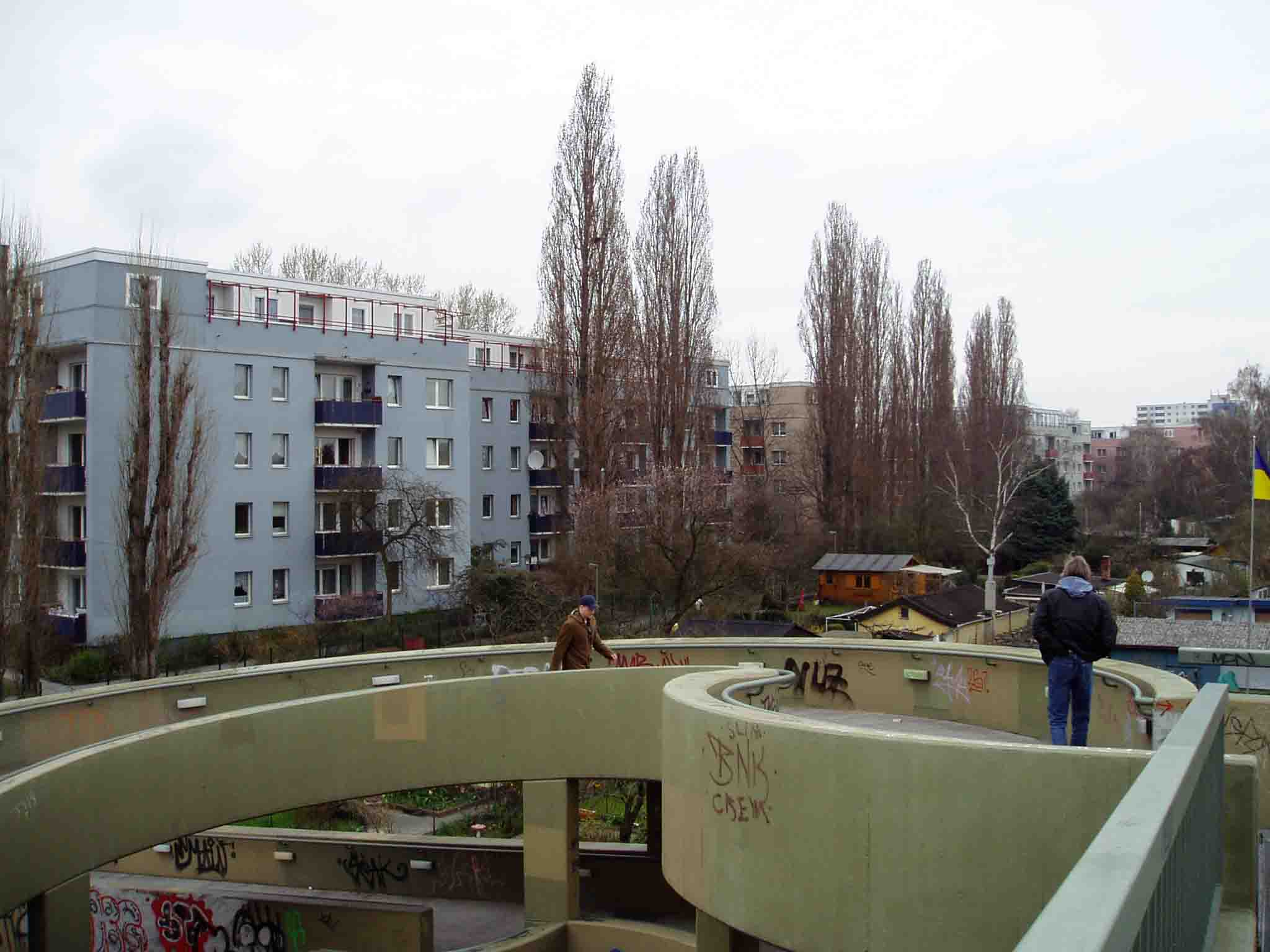
Blick vom Goerdelersteg

Bis 1988 hatte sich die Siedlungsbevölkerung durch Alterungsprozesse von ursprünglich 6800 auf 5100 Einwohner verringert. Angesichts der neuen Wohnungsnot in der Stadt, ausgelöst unter anderem durch Zuwanderungen aus Osteuropa, Übersiedler aus der DDR und durch Flüchtlinge aus Asien, trieben die Senatsverwaltung und die städtischen Wohnungsbaugesellschaften Planungen voran, zusätzlichen Wohnraum im vorhandenen Siedlungsbestand West-Berlins zu schaffen. Ausgangspunkt dieser Überlegungen war, citynah auf vorhandene Infrastrukturen zurückzugreifen, statt kostenintensiv und unter Verbrauch wertvoller Flächen neue Stadtrand-Siedlungen zu errichten.
Im Jahr 1989 erfuhren die Bewohner der Paul-Hertz-Siedlung – zunächst durch Gerüchte und ohne an der Planung beteiligt worden zu sein –, dass auch ihre Siedlung Gegenstand nahezu ausführungsreifer Bauabsichten geworden war. Nur zögerlich räumten daraufhin die GEWOBAG und der damalige Bausenator Wolfgang Nagel ein, dass geplant sei, 300 Wohnungen in Dachaufbauten zu errichten. Mieter und Mieterbeirat reagierten darauf mit großer Empörung. Sie befürchteten nicht nur eine jahrelange Beeinträchtigung der Wohnsituation durch Bauarbeiten, sondern auch eine soziale Verschlechterung der Nachbarschaft durch den Zuzug von weiteren ausländischen Mietern. Zudem waren sie von dem Versprechen einer raschen Durchführbarkeit der Planungsabsichten nicht zu überzeugen, da sich bereits seit geraumer Zeit Bauarbeiten in der Siedlung (Dach- und Fassadenerneuerung, Wärmedämmung) hinschleppten und für Unzufriedenheit sorgten. Der Konflikt geriet außerdem in einen laufenden Wahlkampf und nach dem Versprechen, die Dachaufbauten sollten nicht ohne die Zustimmung der Mieter gebaut werden, erteilte Senator Nagel 1991 – entgegen dieser Zusage – einen Vorbescheid für die Dachaufstockung.
Trotz anhaltender, wütender Proteste der Bewohner und erst nach gerichtlichen Auseinandersetzungen wurde ab 1992 eine „Nachverdichtung“ der Siedlung durchgeführt, wobei selbst die Empfehlungen aus einem zwischenzeitlich eingeleiteten Beiratsverfahren unberücksichtigt blieben. Der Wohnungsneubau erfolgte zunächst in Staffelbauweise auf den Flachdächern der viergeschossigen Gebäude; in diesen Dachaufbauten wurden 493 zusätzliche Mietwohnungen fertiggestellt. Anschließend wurden 90 Eigentumswohnungen auf dem zentralen Grünzug der Siedlung und an dessen Rand errichtet. Hierzu wurden die 1965 erbauten Seniorenwohnungen abgerissen, die aufgrund von Ausstattungsmängeln und beengten Wohnverhältnissen schon längere Zeit als unattraktiv galten und schwer vermietbar waren. In der Bilanz vergrößerte sich der Wohnungsbestand durch diese Maßnahmen auf rund 3200 Wohneinheiten.
Durch das zusätzliche Wohnungsangebot hat sich auch die Einwohnerzahl der Paul-Hertz-Siedlung wieder erhöht. Im Jahr 2005 hatte die Siedlung 5972 Bewohner. Von diesen waren 1473 im Seniorenalter und 981 Kinder und Jugendliche. Um dem erhöhten Bedarf an Kinderbetreuungsmöglichkeiten nachzukommen, wurde im Jahr 1997 eine zusätzliche Kindertagesstätte am Heckerdamm 235 Ecke Bernhard-Lichtenberg-Straße errichtet.
Seit der Fusion der früher eigenständigen Bezirke Charlottenburg und Wilmersdorf im Jahr 2001 ist die Paul-Hertz-Siedlung eine Ortslage im Ortsteil Charlottenburg-Nord des Bezirks Charlottenburg-Wilmersdorf.

## Gedenkstätten
Die Siedlung befindet sich in der Nähe des ehemaligen Strafgefängnisses Plötzensee, in dem in der Zeit des Nationalsozialismus fast 3000 Menschen hingerichtet wurden. In Erinnerung an die dort inhaftierten und ermordeten Opfer der nationalsozialistischen Gewaltherrschaft, darunter neben Beteiligten des Umsturzversuchs vom 20. Juli 1944 auch viele Angehörige kirchlicher Widerstandsbewegungen, errichteten die beiden christlichen Kirchen zwei Gedenkstätten nördlich der Paul-Hertz-Siedlung:
- die katholische Kirche Maria Regina Martyrum, 1960–1963 von Hans Schädel und Friedrich Ebert mit dem Karmel Regina Martyrum, einem Kloster der Unbeschuhten Karmelitinnen;
- das Evangelische Gemeindezentrum Plötzensee, 1968–1970 von Dietmar Grötzebach, Gerd Neumann und Günter Plessow; mit dem Plötzenseer Totentanz von Alfred Hrdlicka.

In der Siedlung selbst (Bernhard-Lichtenberg-Straße Ecke Heckerdamm) erinnert eine Büste an den Namensgeber Paul Hertz.

## Straßennamen in der Paul-Hertz-Siedlung
Kurzbiografien der Personen, nach denen die Straßen in der Paul-Hertz-Siedlung benannt sind:

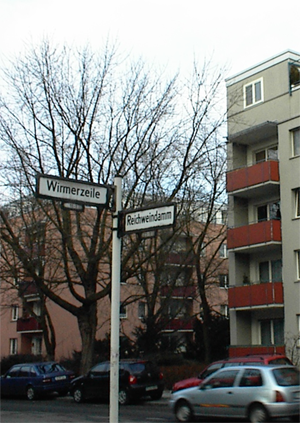
Straßenschild in der Siedlung

- Bernhard-Lichtenberg-Straße: Bernhard Lichtenberg (1875–1943), Theologe und Dompropst, predigte gegen den Nationalsozialismus, rettete Verfolgte vor der Gestapo gestorben in Hof (Saale) auf dem Transport ins KZ Dachau
- Delpzeile: Alfred Friedrich Delp (1907–1945), Jesuit und Mitglied des Kreisauer Kreises, hingerichtet in Plötzensee
- Gloedenpfad: Elisabeth Charlotte Gloeden (1903–1944), Gerichtsreferendarin, versteckte einen Beteiligten des Attentats auf Hitler vom 20. Juli 1944, wurde mit ihrem Ehemann Erich Gloeden und ihrer Mutter Elisabeth Kuznitzky hingerichtet in Plötzensee
- Kirchnerpfad: Johanna Kirchner (1889–1944), Journalistin, Sozialfürsorgerin, nach 1933 illegal aktiv für die SPD, hingerichtet in Plötzensee
- Klausingring: Friedrich Karl Klausing (1920–1944), Offizier, koordinierte von Berlin aus das Attentat auf Hitler, hingerichtet in Plötzensee
- Leuningerpfad: Franz Leuninger (1898–1945), Funktionär in christlichen Gewerkschaften, Geschäftsführer der gemeinnützigen Siedlungsgesellschaft „Deutsches Heim“, seit 1933 illegale Gewerkschaftsarbeit und Kontakt zu christlichen Widerstandsgruppen, am 26. September 1944 verhaftet, am 28. Februar 1945 zum Tode verurteilt, in Plötzensee hingerichtet
- Reichweindamm: Adolf Reichwein (1898–1944), Pädagoge und Kulturpolitiker, Kontakte zum Kreisauer Kreis und zu kommunistischen Widerstandsorganisationen, in Plötzensee hingerichtet
- Schwambzeile: Ludwig Schwamb (1890–1945), Rechtsanwalt, in seiner Wohnung illegale Treffen des Widerstands, in Plötzensee hingerichtet
- Strünckweg: Theodor Strünck (1895–1945), Jurist, beteiligte sich bereits an den Umsturzplanungen des Jahres 1938. Nach dem Scheitern des Attentats vom 20. Juli 1944 nutzte Theodor Strünck die sich ihm bietenden Fluchtmöglichkeiten in die Schweiz nicht, um seine Angehörigen nicht der „Sippenhaft“ auszusetzen; im KZ Flossenbürg erschossen
- Teichgräberzeile: Richard Teichgräber (1884–1945), Schlosser, illegale Gewerkschaftsarbeit, am 15. Dezember 1934 verhaftet, am 6. Oktober 1937 wegen Hochverrats zu Zuchthaus verurteilt, KZ Buchenwald, Lublin, Auschwitz, Mauthausen
- Terwielsteig: Maria Terwiel (1910–1943), Juristin, Widerstandsgruppe Rote Kapelle, in Plötzensee hingerichtet
- Wiersichweg: Oswald Wiersich (1882–1945), Maschinenbauer, als aktiver Gewerkschafter schon 1933 inhaftiert, nach seiner Entlassung unter Polizeiaufsicht, 1935 Verbindung zu Widerstandsgruppen, in Plötzensee hingerichtet
- Wirmerzeile: Josef Wirmer (1901–1944), Rechtsanwalt und Politiker, Widerstandsgruppe um Carl Friedrich Goerdeler, in Plötzensee hingerichtet